# Шестой Толедский собор
Шестой Толедский собор (лат. Concilium Toletanum VI) был вторым собором, созванным вестготским королём Хинтилой, открытый 9 января 638 года в церкви Святой Леокадии в Толедо. В нем приняли участие пятьдесят три епископа, в том числе из Нарбонской Галлии, которые не участвовали в предыдущем соборе по политическим причинам. Таким образом, собор был воссоединением всей церкви Испании и Галлии. Его основной целью было подтвердить постановления Пятого Толедского собора 636 года и восстановить внутренний мир в королевстве.
Четыре из девятнадцати канонов собора были конкретно политическими, остальные касались евреев, монахов, кающихся, вольноотпущенников, священнослужителей, бенефиций и церковной собственности.
Совет подтвердил указы Пятого Совета о безопасности короля и его семьи. Он также отлучал от церкви тех, кто бежал за границу и там замышлял что-то против короля или иным образом подвергал его опасности. Анафема была объявлена всем, кто нападал на короля или замышлял свергнуть его и узурпировать его престол. Преемник убитого короля был обесчещен, если он не наказал цареубийц.
Собор подтвердил постоянное владение имуществом, подаренным церкви кем бы то ни было, и установил наказания за симонию. Наконец, сначала были приняты определенные меры против евреев, если на то были указания папы римского.